# Luminița Zaițuc
Luminita Zaituc-Zelaskowski (născută Luminița Zaițuc; n. 9 octombrie 1968, București, România) este o fostă alergătoare germană pe distanțe lungi de origine română.

## Biografie
Sportiva s-a apucat de atletism la vârsta de 15 ani. A participat la Campionatul Mondial de Juniori din 1986 și la Campionatul Mondial din 1993.
Ea trăiește în Germania din 1990 și, din 1995, este cetățean german. Zaituc și-a reprezentat noua țară la Campionatul Mondial în sală din 1997 și la Campionatul European din 1998. 
După ce a alergat mai ales în probele de 1500 m, 3000 m și 5000 m s-a apucat de maraton. A câștigat maratoanele de la Frankfurt în 2001 și 2003. În cadrul Campionatelor Europene de Atletism din 2002 ea a cucerit medalia de argint. La Jocurile Olimpice de Vară din 2004 din Atena, Grecia, a terminat pe poziția 18 (2:36:45). În același an s-a clasat pe locul șase la Maratonul de la New York și la Maratonul de la Berlin din 2005 a ocupat locul doi. De trei ori la rând, în anii 2005, 2006 și 2007, a câștigat maratoanele de la Düsseldorf.
În 2009, Luminița Zaițuc a renunțat la atletism, după ce a terminat pe locul zece la Maratonul din Frankfurt. În Germania, ea a reprezentat clubul sportiv LG Braunschweig.

## Palmares
| An                    | Competiție                              | Locație                 | Loc                  | Eveniment            | Note                 |
| Reprezentând România  | Reprezentând România                    | Reprezentând România    | Reprezentând România | Reprezentând România | Reprezentând România |
| --------------------- | --------------------------------------- | ----------------------- | -------------------- | -------------------- | -------------------- |
| 1986                  | Campionatul Mondial de Juniori (sub 20) | Atena, Grecia           | 5                    | ștafeta 4 × 400 m    | 3:38,63              |
| 1993                  | Campionatul Mondial                     | Stuttgart, Germania     | 14                   | 3000 m               | 9:01,38              |
| Reprezentând Germania |                                         |                         |                      |                      |                      |
| 1995                  | Campionatul Mondial de Semimaraton      | Belfort, Franța         | 57                   | semimaraton          | 1:16:49              |
| 1997                  | Campionatul Mondial în sală             | Paris, Franța           | 14                   | 3000 m               | 9:17,50              |
| 1998                  | Campionatul European                    | Budapesta, Ungaria      | 13                   | 1500 m               | 4:10,08              |
| 2000                  | Campionatul Mondial de Cros             | Vilamoura, Portugalia   | 35                   | 4,18 km              | 13:38                |
| 2000                  | Campionatul Mondial de Cros             | Vilamoura, Portugalia   | 8                    | echipe               | 13:38                |
| 2001                  | Maratonul din Hamburg                   | Hamburg, Germania       | 2                    | maraton              | 2:28:43              |
| 2001                  | Maratonul din Frankfurt                 | Frankfurt, Germania     | 1                    | maraton              | 2:26:01              |
| 2002                  | Maratonul din Hamburg                   | Hamburg, Germania       | 2                    | maraton              | 2:30:04              |
| 2002                  | Campionatul European                    | München, Germania       | 2                    | maraton              | 2:26:58              |
| 2002                  | Maratonul din Frankfurt                 | Frankfurt, Germania     | 2                    | maraton              | 2:29:57              |
| 2003                  | Campionatul Mondial de Semimaraton      | Vilamoura, Portugalia   | —                    | semimaraton          | NT                   |
| 2003                  | Maratonul din Frankfurt                 | Frankfurt, Germania     | 1                    | maraton              | 2:29:41              |
| 2004                  | Jocurile Olimpice                       | Atena, Grecia           | 18                   | maraton              | 2:36:45              |
| 2004                  | Maratonul din New York                  | New York, Statele Unite | 6                    | maraton              | 2:28:15              |
| 2004                  | Campionatul European de Cros            | Heringsdorf, Germania   | 23                   | 5,64 km              | 18:36                |
| 2004                  | Campionatul European de Cros            | Heringsdorf, Germania   | 4                    | echipe               | 18:36                |
| 2005                  | Maratonul din Düsseldorf                | Düsseldorf, Germania    | 1                    | maraton              | 2:26:46              |
| 2005                  | Maratonul din Berlin                    | Berlin, Germania        | 2                    | maraton              | 2:27:34              |
| 2006                  | Maratonul din Düsseldorf                | Düsseldorf, Germania    | 1                    | maraton              | 2:34:54              |
| 2006                  | Campionatul European                    | Göteborg, Suedia        | —                    | maraton              | NT                   |
| 2006                  | Maratonul din Köln                      | Köln, Germania          | 1                    | maraton              | 2:28:30              |
| 2007                  | Maratonul din Düsseldorf                | Düsseldorf, Germania    | 1                    | maraton              | 2:29:37              |
| 2007                  | Maratonul din Frankfurt                 | Frankfurt, Germania     | 5                    | maraton              | 2:30:09              |
| 2008                  | Maratonul din Köln                      | Köln, Germania          | 2                    | maraton              | 2:30:00              |
| 2009                  | Campionatul Mondial                     | Berlin, Germania        | —                    | maraton              | NT                   |
| 2009                  | Maratonul din Frankfurt                 | Frankfurt, Germania     | 10                   | maraton              | 2:35:06              |

## Recorduri personale
| Probă       | Performanță | Dată               | Locație   |
| ----------- | ----------- | ------------------ | --------- |
| 1500 m      | 4:06,33     | 1 iunie 1998       | Hengelo   |
| 3000 m      | 8:53,72     | 18 august 1999     | Menden    |
| Semimaraton | 1:09:35     | 26 septembrie 2004 | Remich    |
| Maraton     | 2:26:01     | 28 octombrie 2001  | Frankfurt |